# Mauremys japonica
Espèce
Synonymes
- Emys vulgaris japonica Temminck & Schlegel, 1834

Statut de conservation UICN

 NT  : Quasi menacé
Statut CITES
Mauremys japonica est une espèce de tortues de la famille des Geoemydidae.

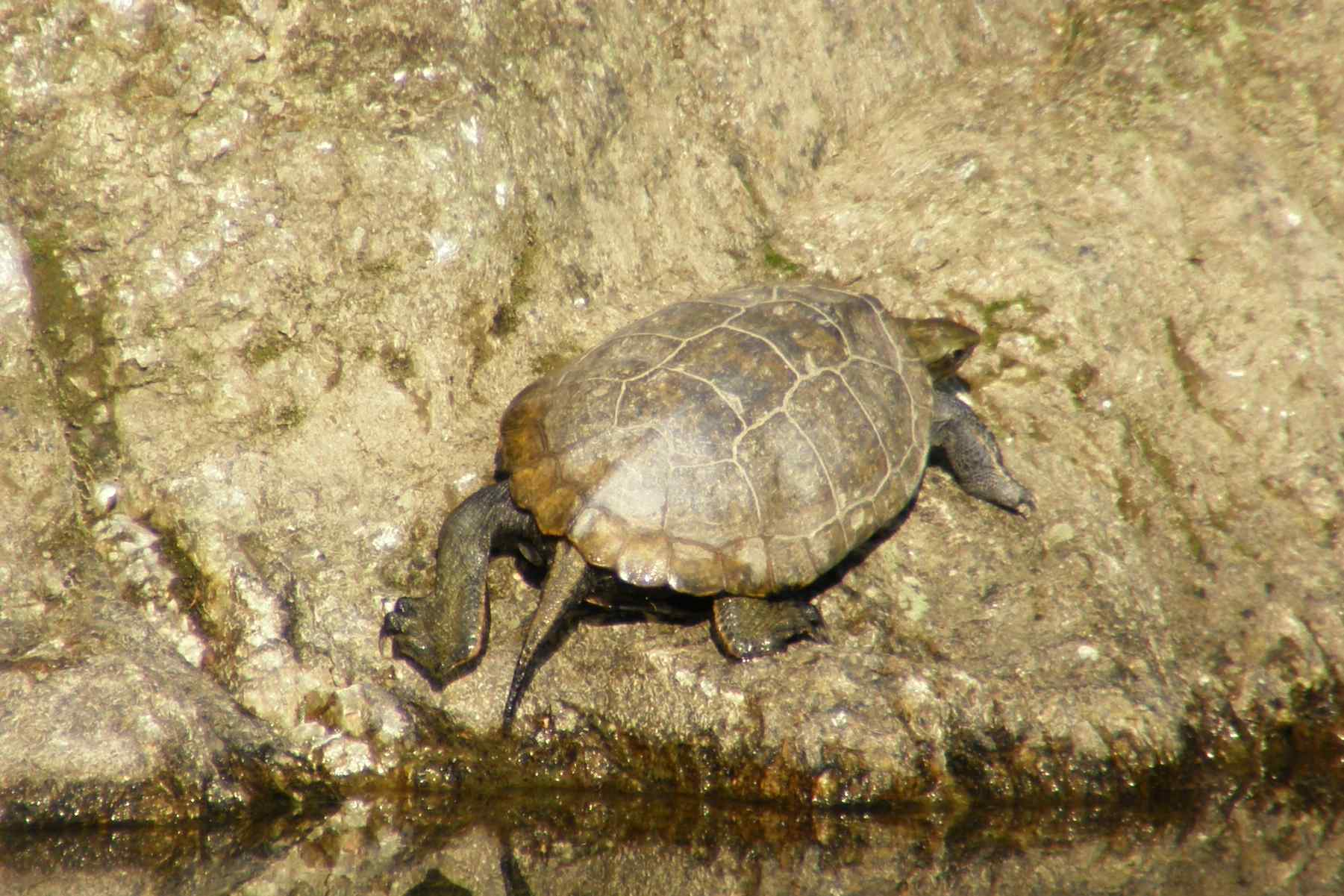

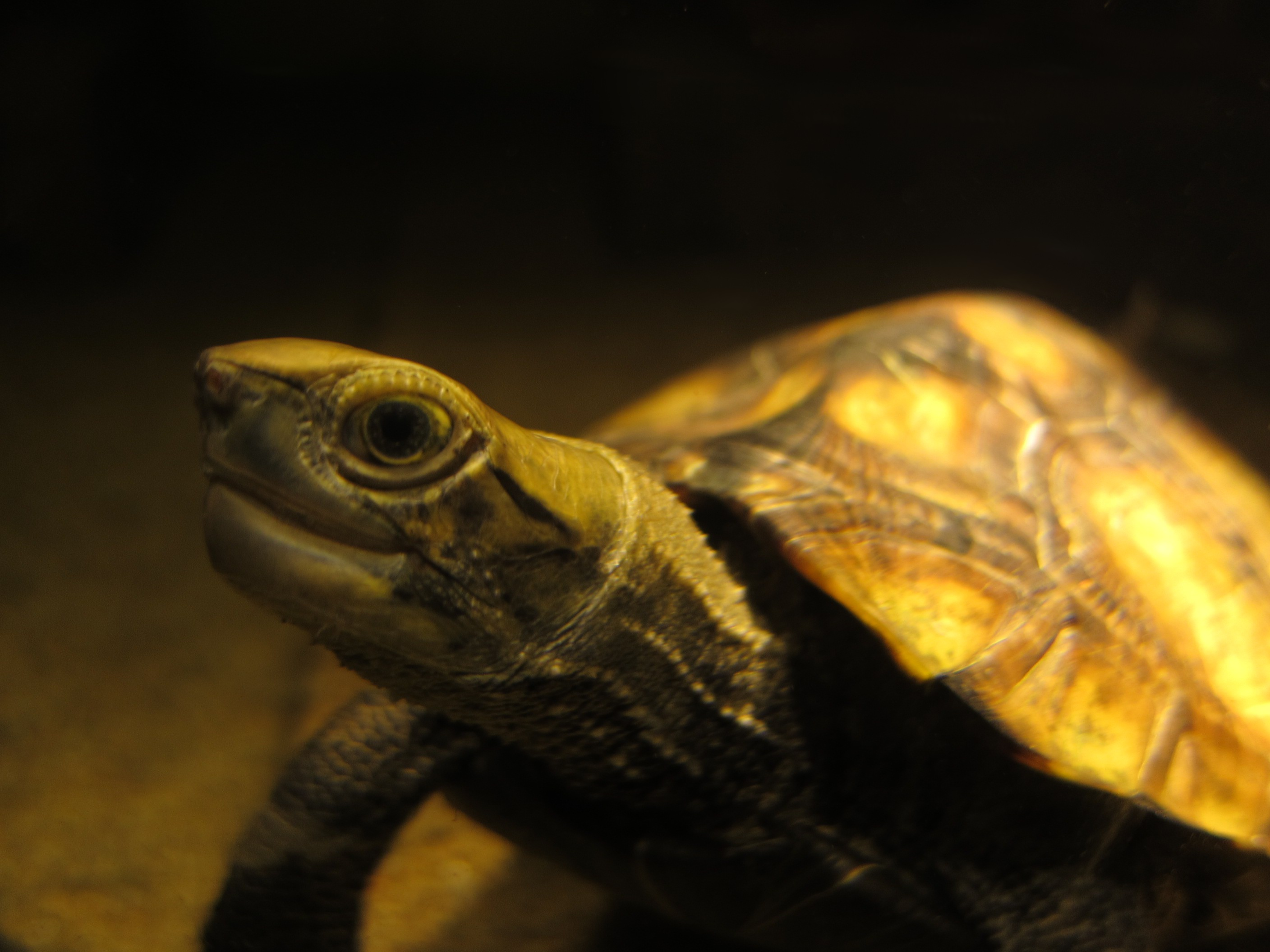

## Répartition
Cette espèce est endémique du Japon. Elle se rencontre sur les îles de Honshū, de Kyūshū et de Shikoku.

## Publication originale
- Temminck & Schlegel, 1834 : Reptilia Elaborantibus in Siebold, 1834 : Fauna Japonica, vol. 3, p. 1-80 (texte intégral).